# Orlando finto pazzo

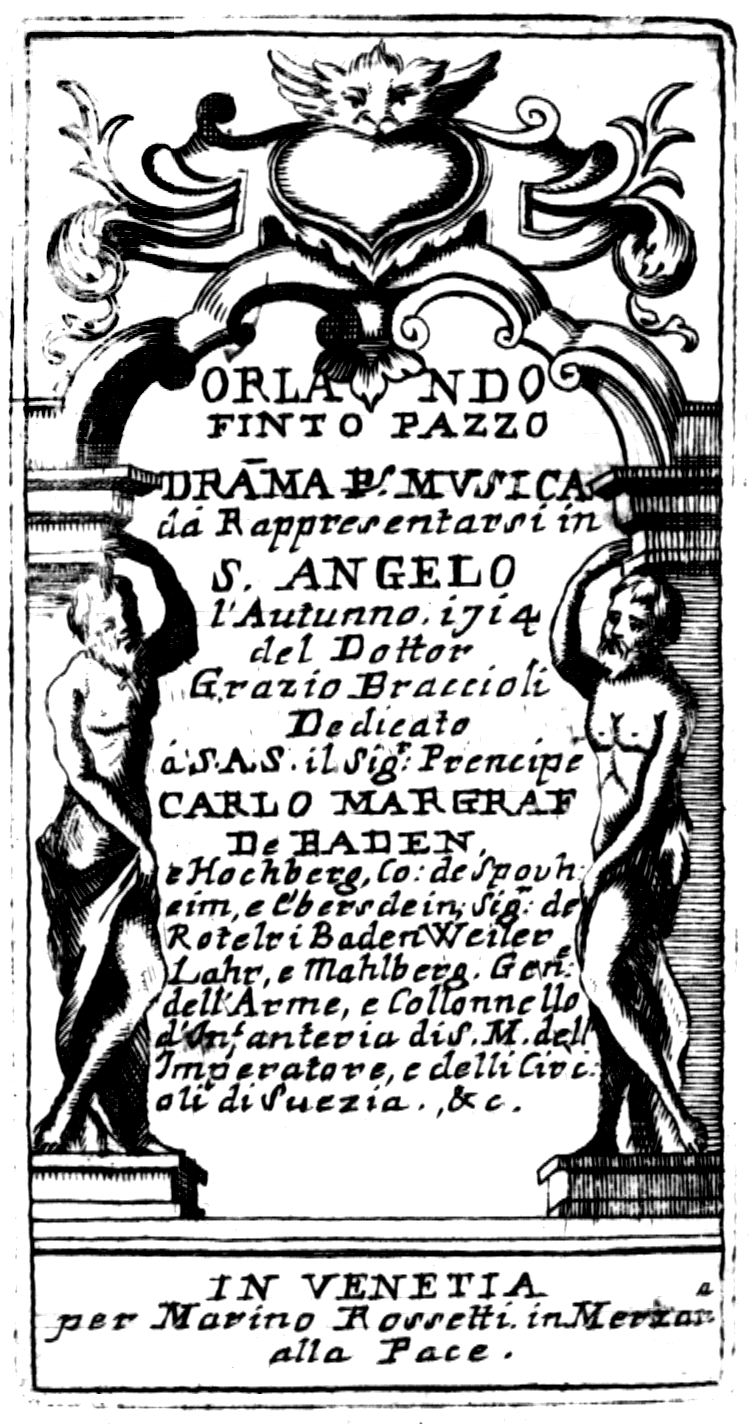
Cartaz anunciando a ópera de Orlando Finto Pazzo.

Orlando finto pazzo (RV 727) é uma  ópera-séria, em três atos, do compositor Antonio Vivaldi, com libreto de Grazio Braccioli, baseado em   Orlando innamorato de Boiardo.
Primeira opera do Prete Rosso encenada em Veneza e segunda depois da sua estreia em Vicenza, com Ottone in villa, teve sua primeira apresentação no Teatro Sant'Angelo de Veneza, em novembro de 1714. Provavelmente a ópera não teve sucesso e, para salvar a temporada, Vivaldi teve que providenciar apressadamente uma reapresentação de  Orlando furioso de  Giovanni Alberto Ristori, que ele e seu pai,  Giovanni Battista Vivaldi, haviam encenado com sucesso, no ano anterior no Sant'Angelo. 